# Охара, Масакадзу
Масакадзу Охара (яп. 小原 正和 Охара Масакадзу) — японский режиссёр аниме. Работает на студии Sunrise. Известен, как режиссёр Mai-HiME и последующих сериалов.
До того, как стать режиссёром, он принял участие в создании ряда сериалов студии в качестве режиссёра-постановщика или раскадровщика. Среди них были: Outlaw Star (1998), The Big O (1999), Gear Fighter Dendou (2000), Overman King Gainer (2002) и др.
Существует неоднозначность относительно написания фамилии режиссёра. На некоторых англоязычных сайтах, например, в английской Википедии, или на популярном сайте ANN его фамилия пишется, как Obara. В японской Википедии и ряде других японских источников она записывается, как Kohara (こはら, см.). Однако, в английском разделе официального сайта студии Sunrise его фамилия записана, как Ohara. Точно так же, «Охара», его фамилию озвучил работающий непосредственно с этим режиссёром продюсер той же студии «Санрайз» Фурусато Наотакэ, выступая в передаче 宇宙をかけるラジオ (см. , передача от 20.04.2009). Таким образом, прочие варианты прочтения можно считать ошибочными.

## Режиссёрские работы
- Mai-HiME (2004)
- Mai-Otome (2005)
- Mai-Otome Zwei (OVA, 2006)
- Sora o kakeru shoujo (2009)